# آکیرا ایبایاشی
آکیرا ایبایاشی (انگلیسی: Akira Ibayashi؛ زادهٔ ۵ سپتامبر ۱۹۹۰) بازیکن فوتبال اهل ژاپن است.
از باشگاه‌هایی که در آن بازی کرده‌است می‌توان به باشگاه فوتبال توکیو وردی اشاره کرد.